# Полиадическая группа
Полиадическая группа ({\displaystyle n}-арная группа) в общей алгебре — обобщение понятия группы, использующее {\displaystyle n}-арную операцию вместо бинарной.
Полиадические группы стали объектом самостоятельного изучения, начиная с работы В. Дёрнте. 

## Пример
Пример тернарной группы с тремя элементами a, b и c.
{\displaystyle aaa=a,aab=b,aac=c,aba=c,abb=a,abc=b,aca=b,acb=c,acc=a,}
{\displaystyle baa=b,bab=c,bac=a,bba=a,bbb=b,bbc=c,bca=c,bcb=a,bcc=b,}
{\displaystyle caa=c,cab=a,cac=b,cba=b,cbb=c,cbc=a,cca=a,ccb=b,ccc=c.}